# Мендес, Вильфредо
Вильфредо Мендес (исп. Wilfredo Mendez; род. 10 ноября 1996, Кагуас, Пуэрто-Рико) — пуэрто-риканский боксёр-профессионал, выступающий в минимальной, в первой наилегчайшей и в наилегчайшей весовых категориях. Среди профессионалов действующий чемпион мира по версии WBO (2019—н.в.) в минимальном весе.
На август 2020 года, лучшая позиция по рейтингу BoxRec — 7-я и является 1-м среди пуэрто-риканских боксёров минимальной весовой категории, — входя в ТОП-10 лучших боксёров минимального веса всей планеты.

## Профессиональная карьера

### 2016 год
Вильфредо начал карьеру боксера в 20 летнем возрасте в Пуэрто-Рико в 2016 году и 9 июля дебютировал в муниципалитете Трухильо-Альто (Пуэрто-Рико) выиграв нокаутом во 2 раунде джорнимена Хуана Карлоса Молину, бой проходил во втором наилегчайшем весе (до 52.2 кг или 115 фунтов). 9 сентября в Санто-Доминго (Доминиканская Республика) выиграл единогласным мнением судей (60-53 60-53 60-53) джорнимена из Доминиканской республики Рамона Эмилио Кедано у которого на момент боя рекорд составлял 2 победы и 38 поражений, бой проходил в наилегчайшем весе (до 50.8 или 112 фунтов) . Через неделю 15 сентября так же в Санто-Доминго выиграл единогласным мнением судей(60-54 60-54 60-54) боксера из Доминиканской Республики Хосе Пердомо. 10 декабря в муниципалитете Катаньо (Пуэрто-Рико) перебоксировал Густаво Ортиза (59-55 59-55 59-55) бой проходил в первом наилегчайшем весе (до 49 кг или 108 фунтов). Вильфредо искал свой дивизион и по этой причине успел за год поменять 3 весовых категории, чтобы найти для себя удобный вес.

### 2017 год
Вильфредо подписал контракт с известным менеджером на Пуэрто-Рико Раулем Пастрано, и подписав контракт с ним Рауль занялся продвижением карьеры Вильфредо, все 5 боев он провел в Доминиканской республике, побеждая местных боксеров и поднимаясь в рейтинге ведущих боксерских организаций. 31 марта в городе Сан-Педро-де-Макорис(Доминиканская республика) выиграл нокаутом во 2 раунде Хосе Адана Фернандеза, бой проходил в наилегчайшем весе (до 50.8 или 112 фунтов). 18 апреля в Санто-Доминго выиграл нокаутом в 3 раунде Старлинда Рейеса . 15 июня во второй раз встретился с джорнименом Рамона Эмилио Кедано выиграл единогласным мнением судей(40-39 40-36 40-36) бой получился близким для победы над Вильфредом было мало. 17 июля встретился во второй раз с Хосе Адана Фернандеза, победа единогласным мнением судей (60-53 60-53 60-53). 22 декабря встретился с крепким середняком Хуаном Гузманом, и в первом и во втором раунде Вильфред показал агрессивный бокс, на третий раунд Хуан не вышел.

### 2018 год
В 2018 году Вильфредо провел три боя и впервые проиграл в своей карьере. 17 марта в городе Санто-Доминго разыгрывался вакантный региональный титул WBA Fedelatin в минимальном весе, это был первый бой в этой весовой категории для Вильфреда, противник был Лейман Бенавидез из Никарагуа, бой вышел конкурентным но в больших раундах Лейман перебивал Вильфредо, победа единогласным мнением судей Бенавидеза и первое поражение в карьере для Мендеса. 27 июля в городе Барранкилья (Колумбия) провел бой в первом наилегчайшем весе(до 49 кг или 108 фунтов) против джорнимена из Колумбии Йенрру Бермудес и выиграл его единогласным мнением судей (78-73 79-72 80-71) . 28 сентября в муниципалитете Трухильо-Альто(Пуэрто-Рико) выиграл вакантный региональный титул WBO NABO в минимальном весе, бой был из 10 раундов против крепкого середняка из Мексики Акселя Арагона Вега, победа единогласным мнением судей (98-92 99-91 100-90) первый пояс в карьере Мендеса.

### 2019 год
8 марта выиграл нокаутом в 6 раунде гейткипера из Мексики Армандо Васкеса. 24 мая защитил свой региональный титул, выиграв раздельным решением судей (99-89 91-97 100-88) у крепкого середняка Джаниэля Ривера, после этого боя WBO назначило его обязательным претендентом на титул. Команды чемпиона Вик Салудара из Филиппин и обязательного претендента договорились провести бой 24 августа в Пуэрто-Рико, бой прошел в Сан-Хуане, для Салудара это была вторая защита титул.

### 2020 год
8 февраля в Панаме Мендес (15-1-0) во второй раз защитил титул от посягательств 40-летнего ветерана из Колумбии Габриэля Мендосы (30-6-2).